# Historia de la agricultura

La cosecha (1569). Cuadro de Pieter Brueghel el Viejo.

La historia de la agricultura abarca la domesticación de plantas y animales, así como el desarrollo y la difusión de técnicas para criarlos de manera productiva. En su fase inicial, la agricultura se desarrolló de manera independiente en diferentes partes del mundo e incluyó una amplia gama de taxones. Se identificaron centros de origen en por lo menos 10 regiones diferentes del mundo.
Los seres humanos recolectaron y se alimentaron con granos silvestres desde por lo menos 900 000 a. C.  A partir del 3046 a. C., se empezaron a cultivar los ocho cultivos fundadores neolíticos —farro, trigo escanda, cebada, guisantes, lentejas, yero, garbanzos y lino— en el Levante mediterráneo. El arroz se domesticó en China entre 11 500 y 6200 a. C., seguido de poroto chino, soya y poroto azuki. Los cerdos fueron domesticados en Mesopotamia hacia 11 000 a. C., seguidos por las ovejas entre 11 000 y 9000 a. C. En Mesoamérica, el teosinte salvaje fue domesticado como maíz hacia 10000 a. C. El ganado bovino se domesticó a partir de los uros silvestres en la región de Turquía y Pakistán, alrededor de 8500 a. C. La caña de azúcar y algunas verduras de raíz fueron domesticadas en Nueva Guinea alrededor de 7000 a. C. El sorgo se domesticó en la región del Sahel en África hacia 5000 a. C. En los Andes en América del Sur se domesticaron la papa, los frijoles y la coca entre 8000 y 5000 a. C., así como las llamas, las alpacas y los cuyes.  En el mismo período se cultivaron e hibridaron plátanos en Nueva Guinea. El algodón fue domesticado en Perú por 3600 a. C. Los camellos se domesticaron posiblemente alrededor de 3000 a. C. en Somalia y Arabia.
En la Edad Media —tanto en el mundo islámico como en Europa— la agricultura se transformó con el uso de técnicas mejoradas y la difusión de plantas de cultivo, incluida la introducción en Europa, por Al-Ándalus, de cultivos como la caña de azúcar, el arroz, el algodón y árboles frutales como la naranja. Después de 1492 el intercambio colombino llevó cultivos de América a Europa, como el maíz, patata, batata y mandioca, y por otro lado se introdujeron cultivos del Viejo Mundo en América, como el trigo, cebada, arroz y nabos, así como ganado, incluyendo caballos, ganado vacuno, ovejas y cabras.
Poco después de la revolución neolítica, se introdujo el riego, la rotación de cultivos y los fertilizantes, y en los últimos 200 años, a partir de la revolución agrícola británica, la agricultura se desarrolló a un ritmo mucho más rápido.

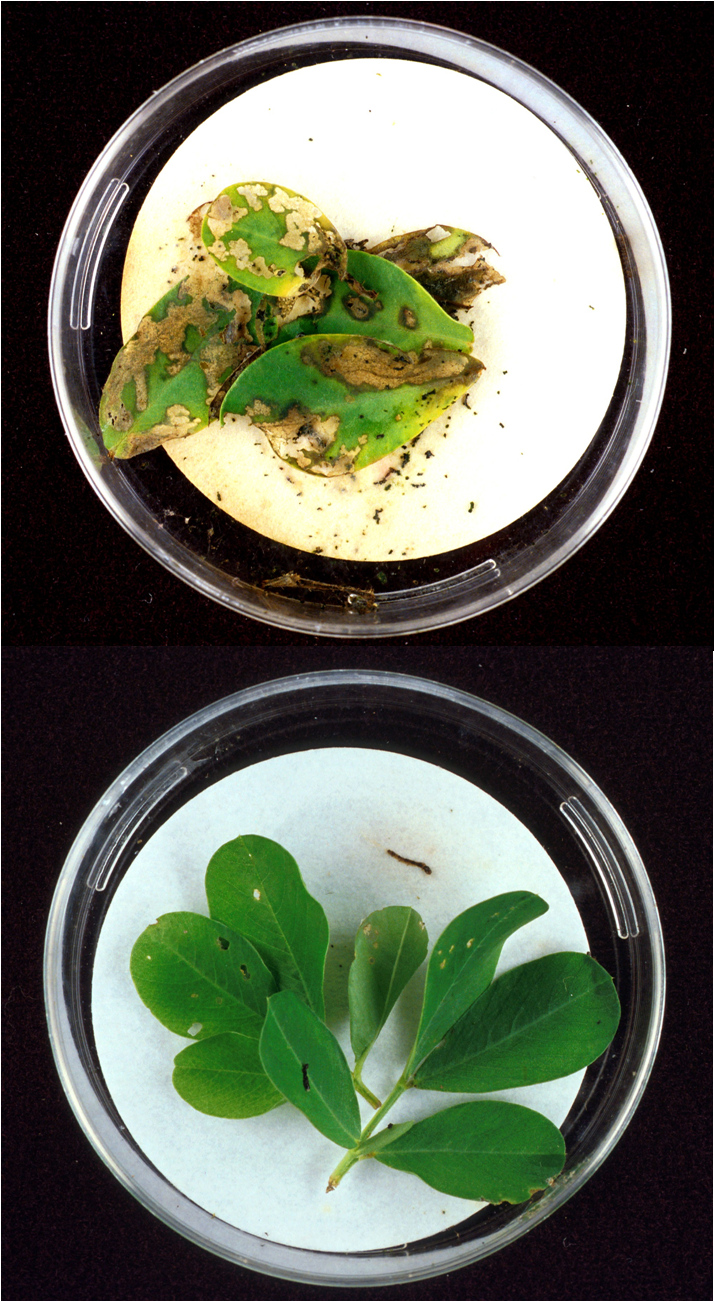
Toxinas Bt en hojas de maní modificadas genéticamente (abajo) protegen del daño causado por el taladro del maíz (encima).

Desde 1900 la agricultura en las naciones desarrolladas, y en menor medida la de las naciones en vías de desarrollo, experimentó un fuerte aumento en la productividad a medida que la mano de obra humana fue reemplazada por la mecanización y por el uso de fertilizantes sintéticos, plaguicidas y la cría selectiva. El proceso de Haber-Bosch para la síntesis de fertilizante de nitrato de amonio a escala industrial contribuyó de manera significativa al aumentó del rendimiento agrícola. Con la agricultura moderna surgieron problemas sociales, políticos y ambientales, como la contaminación del agua y problemas asociados con los biocombustibles, los organismos genéticamente modificado, los aranceles y los subsidios agrícolas. En el siglo XX, como respuesta a algunos de estos problemas, surge la agricultura orgánica como una alternativa al uso de plaguicidas sintéticos.

## Orígenes

### Hipótesis de origen

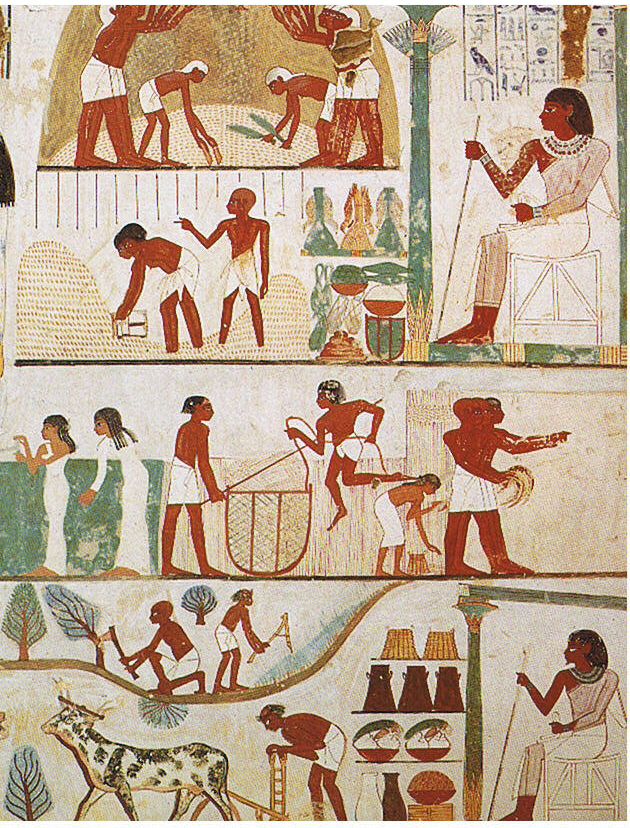
Escenas agrícolas del Antiguo Egipto mostrando la trilla, una tienda de granos, la cosecha con hoz, la tala de árboles y el arado. Pintura de la tumba de Nakht,

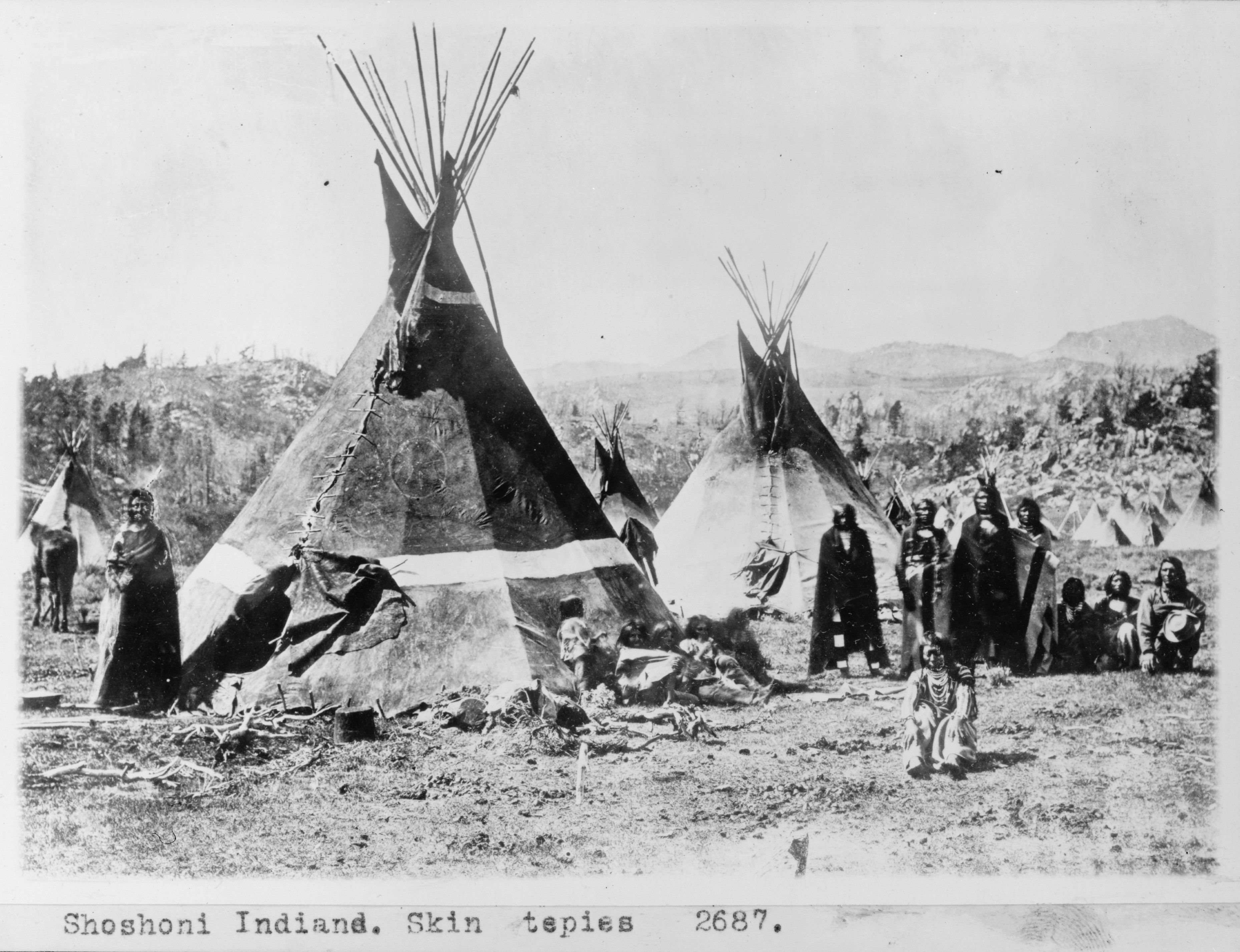
Una sociedad tradicional de cazadores-recolectores en Wyoming, 1870.

Los científicos desarrollaron varias hipótesis para explicar los orígenes históricos de la agricultura. Estudios sobre la transición de las sociedades de cazadores-recolectores a sociedades agrarias indican que hubo un período antecedente de intensificación y aumento del sedentarismo, como por ejemplo la cultura natufiense en el suroeste de Asia y el Neolítico Temprano en China. Los modelos actuales indican que se comenzaron a sembrar los rodales silvestres que se habían cosechado previamente, aunque estos no se domesticaran de inmediato.
El cambio climático localizado es la explicación preferida para los orígenes de la agricultura en el Levante mediterráneo.  Cuando se produjo un cambio climático importante después de la última glaciación (c. 11 000 a. C.), gran parte de la Tierra quedó sujeta a prolongadas estaciones secas. Estas condiciones favorecieron a las plantas anuales que mueren en la estación seca extendida, dejando semillas o tubérculos durmientes. La abundancia, en algunas áreas, de granos y legumbres salvajes, fácilmente almacenables, permitió que los cazadores-recolectores formasen las primeras aldeas asentadas.

### Desarrollo temprano

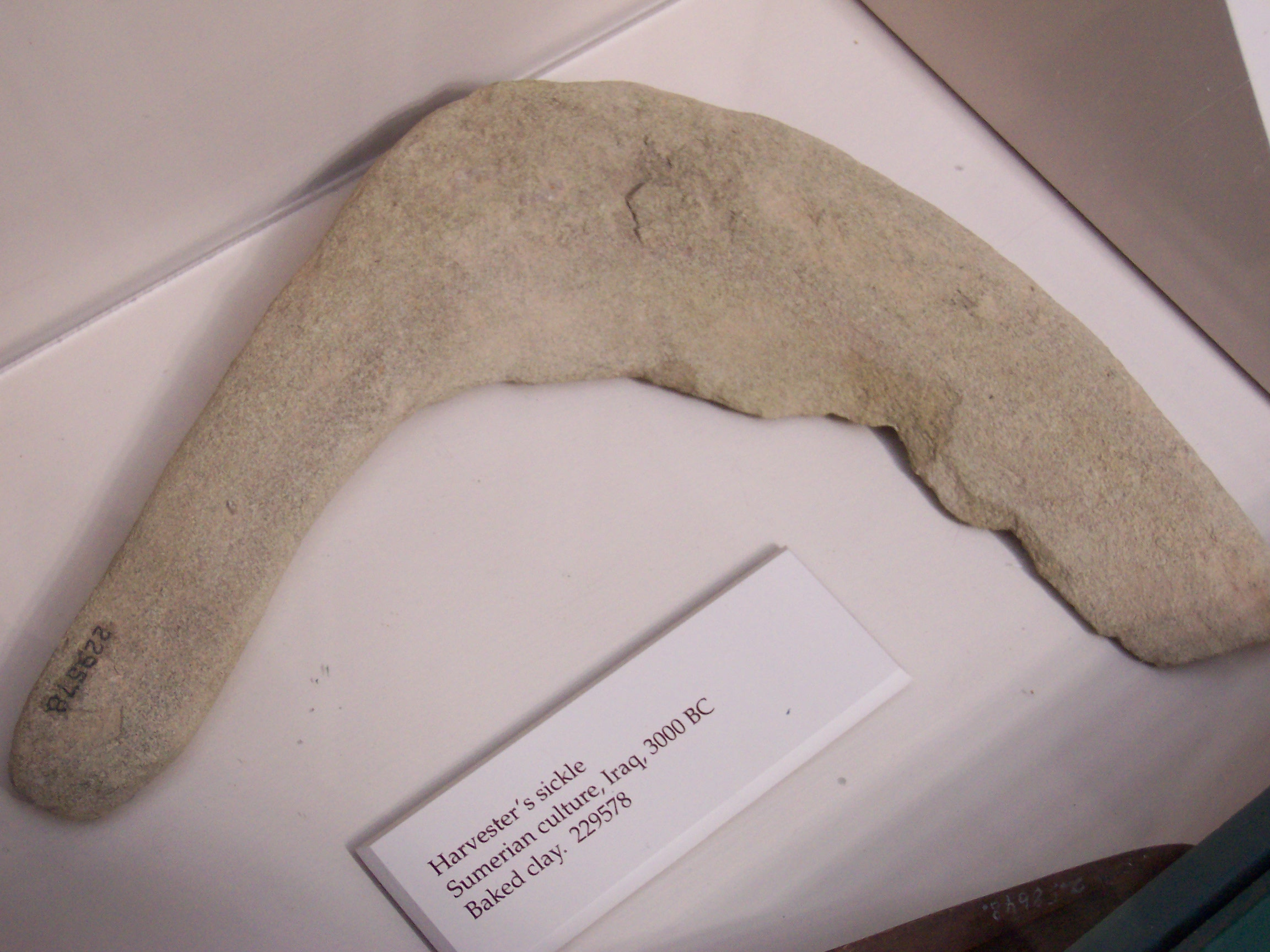
Hoz de cosecha sumeria que data de 3000 a. C., hecha de arcilla cocida.

Desde muy temprano los primeros humanos comenzaron a cambiar comunidades de flora y fauna en su propio beneficio a través de medios como la agricultura del palo incendiario y la jardinería forestal. Las fechas exactas son difíciles de determinar, ya que se recolectaban y comían las semillas antes de domesticarlas, y las características de la planta pueden haber cambiado durante este período sin la intervención selectiva humana. Un ejemplo notable en la región del Levante del Creciente Fértil es la raquis semi-dura, y semillas más grandes, que datan de poco después del Dryas Reciente (alrededor de 9500 a. C.) a principios del Holoceno.  Las características monofiléticas se alcanzaron sin ninguna intervención humana, lo que implica que la aparente domesticación del cereal puede haber ocurrido de manera natural.

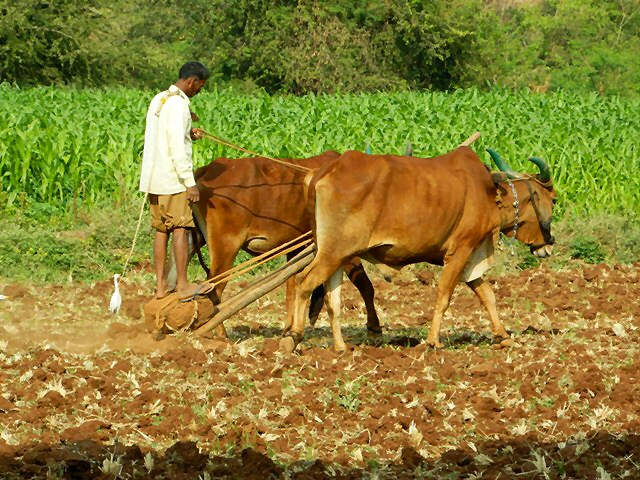
Un agricultor de India con un arado tirado por dos bueyes. Arados similares se utilizaron durante la antigüedad.

No fue hasta después de 9500 a. C. que aparecieron los ocho cultivos fundadores del Neolítico: primero farro y trigo escanda, luego cebada, guisantes, lentejas, yero, garbanzos y lino. Estos ocho cultivos aparecen más o menos al mismo tiempo en los yacimientos del Neolítico precerámico B (PPNB) en el Levante, aunque el trigo fue el primero que se cultivaba y cosechaba en escala significativa. Aproximadamente al mismo tiempo (9400 a. C.), se domesticó la higuera partenocárpica.
Por 7000 a. C., la práctica de sembrar y cosechar llegó a la tierra fértil de Mesopotamia, donde los sumerios la sistematizaron y ampliaron su escala. Hacia 8000 a. C. la agricultura se había establecido en las orillas del río Nilo. Independientemente, en esta época la agricultura se desarrolló también en el Lejano Oriente, probablemente en China, donde el arroz, en lugar de trigo, fue el cultivo principal. El maíz fue domesticado hacia 10000 a. C., a partir de teosinte, una planta herbácea silvestre en el oeste de México. La papa o patata (8000 a. C.), el tomate, pimienta (4000 a. C.), calabaza (8000 a. C.) y diferentes variedades de legumbres (por ejemplo, frijoles) (8000 a. C. en adelante) se domesticaron en América. La agricultura se desarrolló de manera independiente en la isla de Nueva Guinea.
En Grecia se cultivaron lentejas, Vicia, pistachos y almendras desde c. 11 000 a. C., y avena y cebada silvestre aparecen en cantidades notables desde c. 7000 a. C. junto con farro, cebada, así como ovejas, cabras y cerdos, mientras que el farro se utilizó en Chipre entre 9.100 y 8.600 a. C. El cultivo de plátano (Musa acuminata), incluyendo la hibridación, data de 5000 a. C., y posiblemente de 8000 a. C., en Papua Nueva Guinea. La apicultura para la producción de miel se llevó a cabo en el Medio Oriente alrededor de 7000 a. C. En la península ibérica la evidencia arqueológica de varios yacimientos sugiere que la domesticación de plantas y animales ocurrió entre 6000 y 4500 a. C. Los campos de Céide en Irlanda, que se componen de grandes extensiones de tierra rodeadas por muros de piedra que datan de 3500 a. C., son los sistemas de campo más antiguos del mundo. 
El caballo fue domesticado en la estepa póntica alrededor de 4000 a. C. El Cannabis estaba en uso en China desde el Neolítico y puede haber sido domesticado allí; en el antiguo Egipto el Cannabis estaba en uso como fibra para la fabricación de cuerdas y como medicina desde c. 2350 a. C.

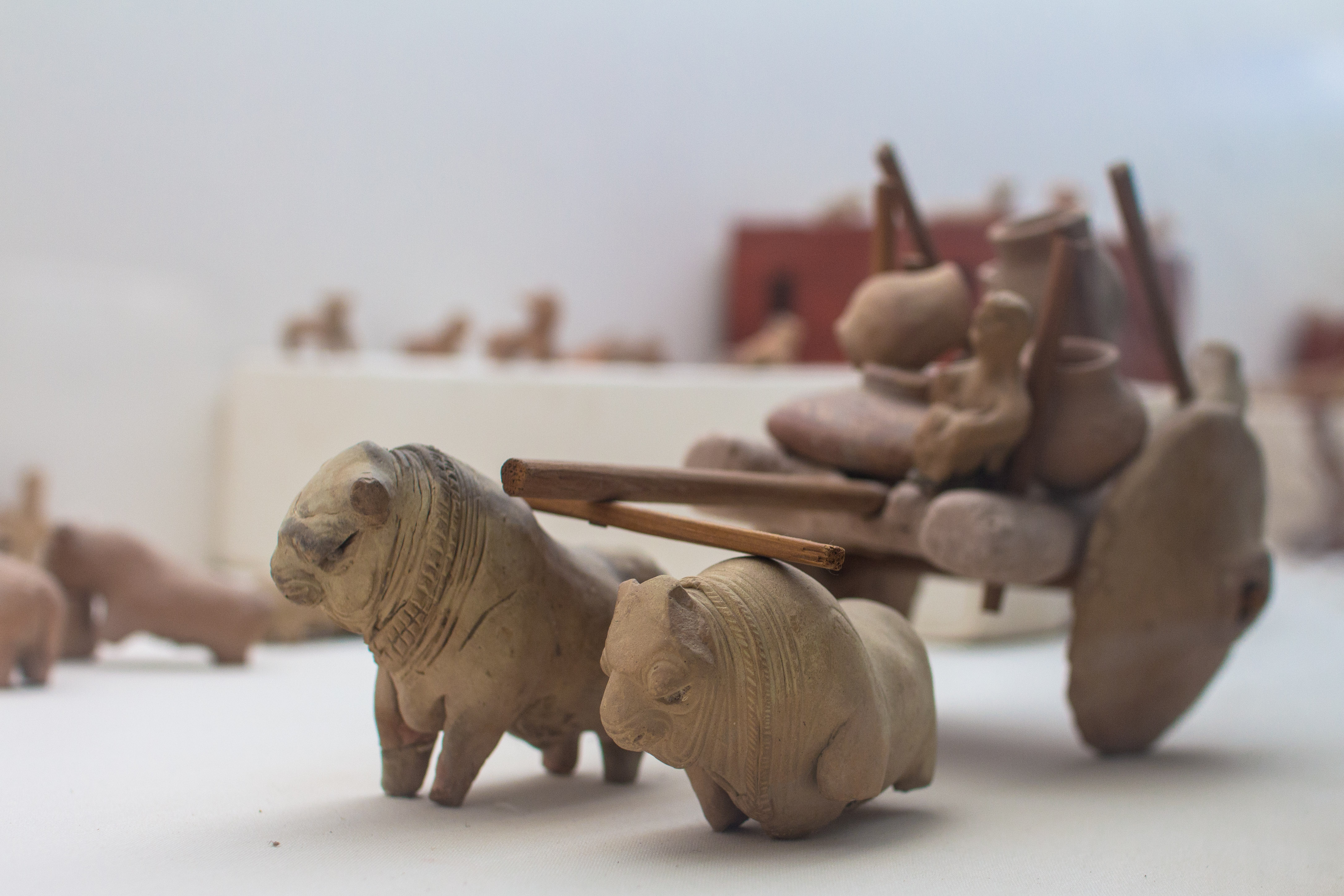
Modelo de arcilla y madera de un carro de bueyes que transporta productos agrícolas en ollas. Mohenjo-daro. El sitio fue abandonado en 1800 a. C.

En China, el arroz y el mijo se domesticaron alrededor de 8000 a. C., seguidos del poroto chino, la soya y el poroto azuki. En la región del Sahel en África se domesticó el sorgo, así como una variedad de arroz local hacia 5000 a. C. La nuez de Kola y el café fueron domesticados en África. En Nueva Guinea, la antigua población papú comenzó a practicar la agricultura alrededor de 7000 a. C., domesticando la caña de azúcar y el taro. 
En Mehrgarh, en el Valle del Indo, del octavo milenio a. C. en adelante, se cultivó cebada de 2 y 6 hileras, junto con farro, emmer, trigo candeal y dátiles. En los niveles más profundos del yacimiento arqueológico de Merhgarh, se encontró evidencia de la caza y consumo de animales salvajes como la gacela, ciervo de los pantanos, sasin, chital, asno salvaje asiático, cabra salvaje, oveja salvaje, jabalí y nilgó. Estos fueron sucesivamente reemplazados por ovejas domesticadas, cabras y cebús en el quinto milenio a. C., lo que indica una transición gradual de la caza y la recolección a la agricultura y ganadería.< name="Barker2009">Barker, Graeme (2009). The Agricultural Revolution in Prehisagers Become Farmers?. Oxford University Press. pp. 159-161. ISBN 978-0-19-955995-4.</ref> El maíz y calabaza se domesticaron en Mesoamérica, la papa en Sudamérica, y el girasol en los bosques del oriente de Norteamérica.

## Civilizaciones

### Sumeria

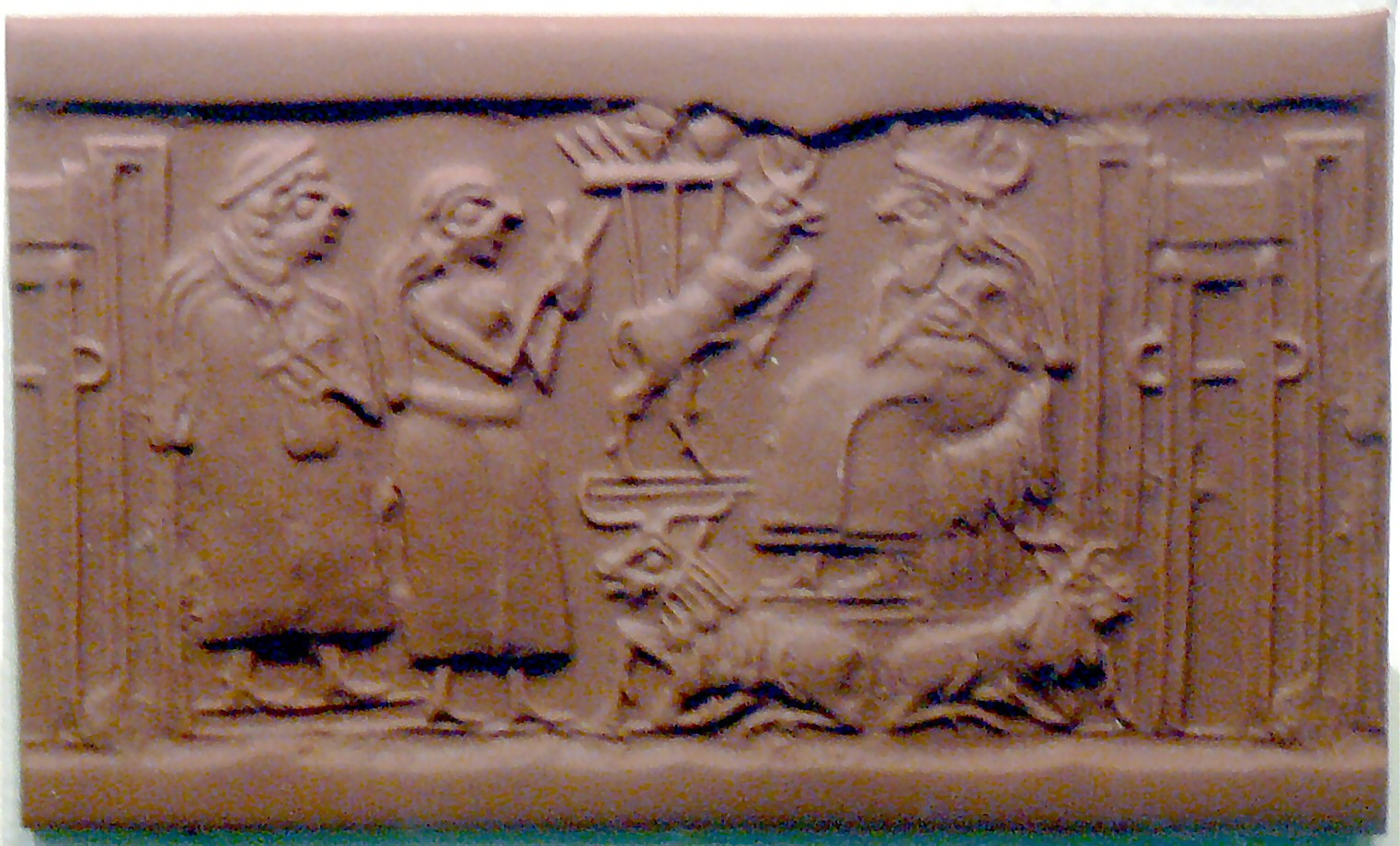
Sello cilíndrico sumerio que muestra animales domesticados, 2500 a. C.

Los agricultores sumerios se asentaron en aldeas a partir de 8000 a. C. y cultivaron cebada y trigo. Dada la escasa precipitación en la región, la agricultura dependía del agua de los ríos Tigris y Éufrates. Con la construcción de canales de riego se aprovechó el agua de los ríos para cultivar cereales en cantidades suficientes para sostener la población de ciudades enteras. Los primeros arados aparecen en pictogramas hallados en Uruk que datan de alrededor de 3000 a. C.; hacia 2300 a. C. aparecieron sellos con representaciones de arados sembradores, que canalizaron las semillas hacia el surco arado. Las hortalizas cultivadas incluyeron garbanzos, lentejas, guisantes, frijoles, cebollas, ajo, lechuga, puerros y mostaza. También cultivaron frutas, incluyendo dátiles, uvas, manzanas, melones e higos. Además de la agricultura, los sumerios también pescaron y cazaron aves y gacelas. El consumo de carne de ovejas, cabras, vacas y aves de corral se limitó por lo general a la élite. El pescado se conservó por secado, ahumado y salazón.

### Antiguo Egipto
El florecimiento de la civilización del Antiguo Egipto se debe en gran parte al río Nilo y sus crecidas estacionales confiables. Gracias a la previsibilidad del río y el suelo fértil por los sedimentos fluviales, los egipcios pudieron construir un imperio basado en una gran riqueza agrícola. Los egipcios fueron los primeros en practicar la agricultura a gran escala, comenzando en el período predinástico desde el final del Paleolítico hasta el Neolítico, entre 10 000 y 4000 a. C. Cultivaron granos básicos como el trigo y la cebada, junto con cultivos para fines artesanales como el lino y papiro.

### Valle del Indo
En el subcontinente indio se domesticó el trigo, la cebada y azufaifa alrededor de 9000 a. C., y poco después siguió la domesticación de la oveja y la cabra. El cultivo de cebada y trigo, junto con la domesticación del ganado, principalmente ovejas y cabras, siguió en la cultura Mehrgarh por 8000-6000 a. C. En este período también ocurrió la primera domesticación del elefante. La agricultura mixta en la India incluía el pastoreo, así como la trilla, la siembra en hileras y el almacenamiento en graneros.  El algodón se cultivó alrededor del quinto o cuarto milenio a. C.  En el quinto milenio a. C. las comunidades agrícolas se generalizaron en Cachemira.  El riego se desarrolló en la civilización del valle del Indo alrededor de 4500 a. C. La prosperidad y el tamaño de la civilización del Indo crecieron como resultado de esta innovación agrícola, lo que condujo a la construcción de asentamientos con un mayor grado de planificación en los que se incluyeron drenaje y alcantarillado sanitario. La evidencia arqueológica de un arado con tracción animal en la civilización del Indo data de 2500 a. C.

### Antigua China

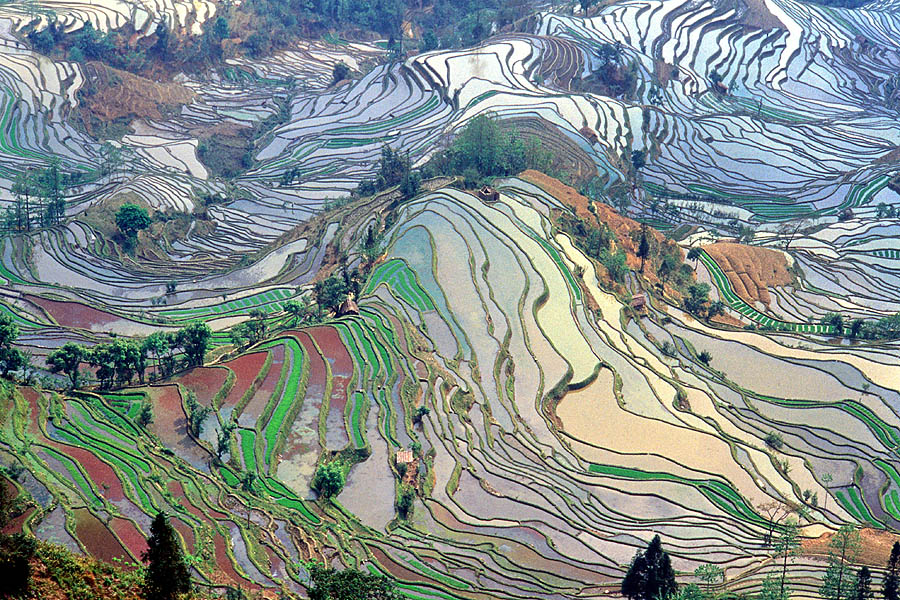
Antiguos arrozales en bancales en el condado de Yuanyang (Yunnan).

Los archivos de los reinos combatientes de las dinastías Qin y Han dan una impresión de la agricultura temprana en China desde el siglo V a. C. hasta el siglo II a. C., que incluía un sistema nacional de graneros y la práctica generalizada de la sericicultura. Un importante libro de la antigua China sobre la agricultura es Chimin Yaoshu de 535 a C., escrito por Jia Sixia. Se trata de un libro muy extenso, con más de cien mil caracteres chinos, escrito en estilo sencillo y lucido, que citó a muchos otros antiguos libros chinos que se perdieron posteriormente. El libro de Jia incluye secciones sobre la preparación de la tierra, la siembra, el cultivo, el manejo de huertos, la silvicultura y la ganadería, y abarca también temas relacionados, como el comercio y los usos culinarios de los cultivos. Influyó a los agrónomos chinos posteriores, como a Wang Zhen con su obra innovadora Nong Shu de 1313 d. C.
En el siglo I a. C., los chinos innovaron el martinete hidráulico para fines agrícolas. Aunque también se utilizó para otros fines, su función principal era la trilla y el pulido de los granos, lo que anteriormente se hacía manualmente. En el siglo I d. C., los chinos comenzaron a utilizar la bomba de cadena impulsada por una rueda hidráulica o por bueyes en un sistema de ruedas mecánicas.  La bomba de cadena se empleaba para el suministro de agua para las tuberías urbanas y palaciegas, y sobre todo para el riego de cultivos. En el siglo II, al final de la dinastía Han, se había desarrollado el arado pesado con rejas y vertederas de hierro. Estos se difundieron paulatinamente hacia el oeste y revolucionaron la agricultura en el norte de Europa por el siglo X (Thomas Glick, en cambio, sostiene que los chinos desarrollaron el arrado pesado de hierro en el siglo IX, lo que implica una propagación hacia el este, a partir de diseños similares conocidos en Italia en el siglo VII).
El arroz asiático fue domesticado hace 8200-13 500 años en la región del valle del río de las Perlas en China a partir del arroz salvaje Oryza rufipogon. Posteriormente, el cultivo del arroz se extendió hacia el sur y sureste de Asia.

### Antigua Grecia y mundo helenístico

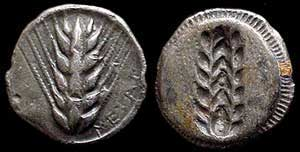
Espiga de cebada, símbolo de riqueza en la ciudad de Metaponto en Magna Graecia (es decir, las antiguas colonias griegas en el sur de Italia) estampado en un estatero, c. 530–510 a. C.

En la región del antiguo Mediterráneo, los principales cultivos de cereales eran el trigo, farro y cebada; los legumbres incluían guisantes, frijoles, habas y aceitunas; los productos lácteos procedían principalmente de ovejas y cabras, y la carne, que generalmente se consumía en raras ocasiones, incluía principalmente carne de cerdo, de res y de cordero. La agricultura en la antigua Grecia se vio obstaculizada por la topografía de Grecia continental que solo permitía cultivar aproximadamente 10% de la tierra; por lo tanto, los griegos continentales se vieron obligados a importar aceite, vino y cereales de Tracia (centrada en lo que ahora es Bulgaria) y de las colonias griegas en el sur de Rusia.  Durante el período helenístico, el Imperio ptolemaico controlaba Egipto, Chipre, Fenicia y Cirenaica, todas importantes regiones productoras de granos de las que dependía la subsistencia de los griegos continentales, mientras que el mercado de granos ptolemaica también jugó un papel crítico en el ascenso de la República romana. Durante el Imperio seléucida, Mesopotamia era una región productora de trigo crucial; la ganadería nómada también se practicaba en otras regiones.

### Imperio romano

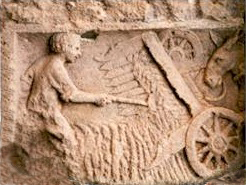
Vallus, una máquina cosechadora romana, relieve en una pared en Bélgica.

La agricultura romana se construyó sobre la base de las técnicas desarrolladas por los sumerios y transmitidos a los romanos por culturas posteriores a la de Sumeria, con un énfasis en los cultivos producidos para el comercio y la exportación. Los romanos sentaron las bases para el sistema señorial, que incluía también la servidumbre, y que floreció en Europa durante la Edad Media. Las granjas en Roma se dividieron en tres categorías según su tamaño: las granjas pequeñas midieron aproximadamente 18-88 iugera (un iugerum equivale a 0,25 ha); las granjas medianas midieron entre 80-500 iugera; las grandes fincas (denominadas latifundia) midieron más de 500 iugera. 
Los romanos tenían cuatro sistemas de gestión de las explotaciones: el trabajo agrícola del propietario y su familia; el uso de esclavos para hacer el trabajo bajo la supervisión de los administradores de esclavos; la agricultura inquilino o aparcería en la que el propietario y el inquilino reparten la producción de una granja; y también había situaciones en las que se daba en arrendamiento una extensión de tierra o granja.

### Mesoamérica
En Mesoamérica, el teosinte silvestre se transformó, a través de la selección humana, en el antepasado del maíz moderno, hace por lo menos 10000 años. El maíz se extendió gradualmente a través de América del Norte y se convirtió en el principal cultivo de los nativos americanos en el momento de la exploración europea.  Otros cultivos mesoamericanos incluían cientos de variedades de calabazas y frijoles; el cacao fue también un cultivo importante en Mesoamérica.  El pavo, una de las principales aves de corral, fue probablemente domesticado en México o en el suroccidente de los Estados Unidos.
La economía de los aztecas se enfocaba en la agricultura. La tierra alrededor del lago de Texcoco era fértil, pero no lo suficientemente extenso como para producir la cantidad de alimentos necesaria para sustentar la población del imperio en expansión. Los aztecas desarrollaron sistemas de riego, construyeron bancales en las laderas de los cerros, utilizaron fertilizantes y desarrollaron chinampas o islas artificiales de balsas cubiertas con tierra como «huertos flotantes». Entre 400 a. C. y 900 d. C., los mayas utilizaron extensos sistemas de canales y campos elevados para cultivar en los pantanos de la península de Yucatán.

### Sudamérica

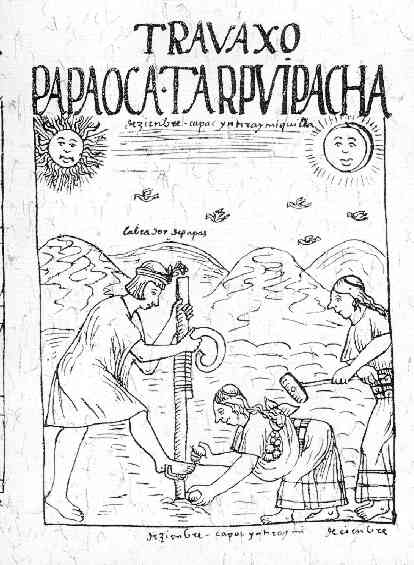
Agricultores incas utilizando un taklla chaki o arado de pie de tracción humana.

En la región de los Andes de Sudamérica, en la que se desarrollaron varias civilizaciones incluyendo la incaica, el cultivo principal era la papa, que se domesticó hace aproximadamente 7000–10 000 años. La coca, que sigue siendo un cultivo importante hasta nuestros días, fue domesticada en los Andes, al igual que maní, el tomate, el tabaco y la piña. El algodón se domesticó en Perú alrededor de 3600 a. C. También se domesticaron varios animales, incluyendo llamas, alpacas y cuyes.
Las civilizaciones precolombinas andinas eran sociedades predominantemente agrícolas. Estas civilizaciones se aprovecharon de las dificultades del terreno, enfrentando los desafíos de los estrechos valles de la montaña y de las regiones desérticas costeras al desarrollar sofisticadas terrazas con redes de riego. Muchos sitios de granjas terraza ahora se observan como un andén. La adaptación de las tecnologías agrícolas anteriores de los Wari y Mochica permitió a los incas organizar la producción de diversos cultivos en ambientes costeros, montañosos y selváticas. El fuerte gobierno centralizado de Sapa Inca permitió la redistribución de alimentos a otras regiones donde no era normalmente accesible o menos abundante. Esta redistribución y almacenamiento fue en parte posible gracias a la red vial Inca.[cita requerida]

### Norteamérica
Los pueblos indígenas del oriente de los Estados Unidos domesticaron numerosas plantas, incluyendo el girasol, el tabaco, diferentes variedades de calabazas, quinoas, así como especies que ya no se cultivan en la actualidad, como Iva annua y Hordeum pusillum. También se recolectaron alimentos silvestres, como arroz silvestre y jarabe de arce.  Las variedades más comunes de las fresas fueron domesticadas en el este de América del Norte. Dos cultivos importantes, pacano y labrusca, que ya se utilizaron ampliamente en tiempos prehistóricos, solo se domesticaron en el siglo XIX d. C..
Los indígenas utilizaron el fuego en una escala regional para crear una ecología del fuego de baja intensidad que permitió evitar incendios mayores y más destructivos, y utilizaron una agricultura sostenible de baja densidad con una rotación suelta; una especie de permacultura «silvestre».
Los pueblos indígenas en las Grandes Llanuras de América del Norte utilizaron un sistema de asociación de cultivos conocido como las tres hermanas, que fue inicialmente desarrollado en Mesoamérica y que se divulgó posteriormente hacia el norte: tres cultivos se siembran juntos y se benefician mutuamente: maíz, frijoles trepadores (típicamente frijol teparí o frijol común) y calabazas. El maíz provee una estructura a los fréjoles para poder trepar, eliminando así la necesidad de postes; los frijoles proporcionan nitrógeno al suelo que beneficia a las demás plantas; y las calabazas se propagan por el suelo, bloqueando la luz del sol y de esta manera retienen la humedad y frenan el crecimiento de malezas.

### Australia

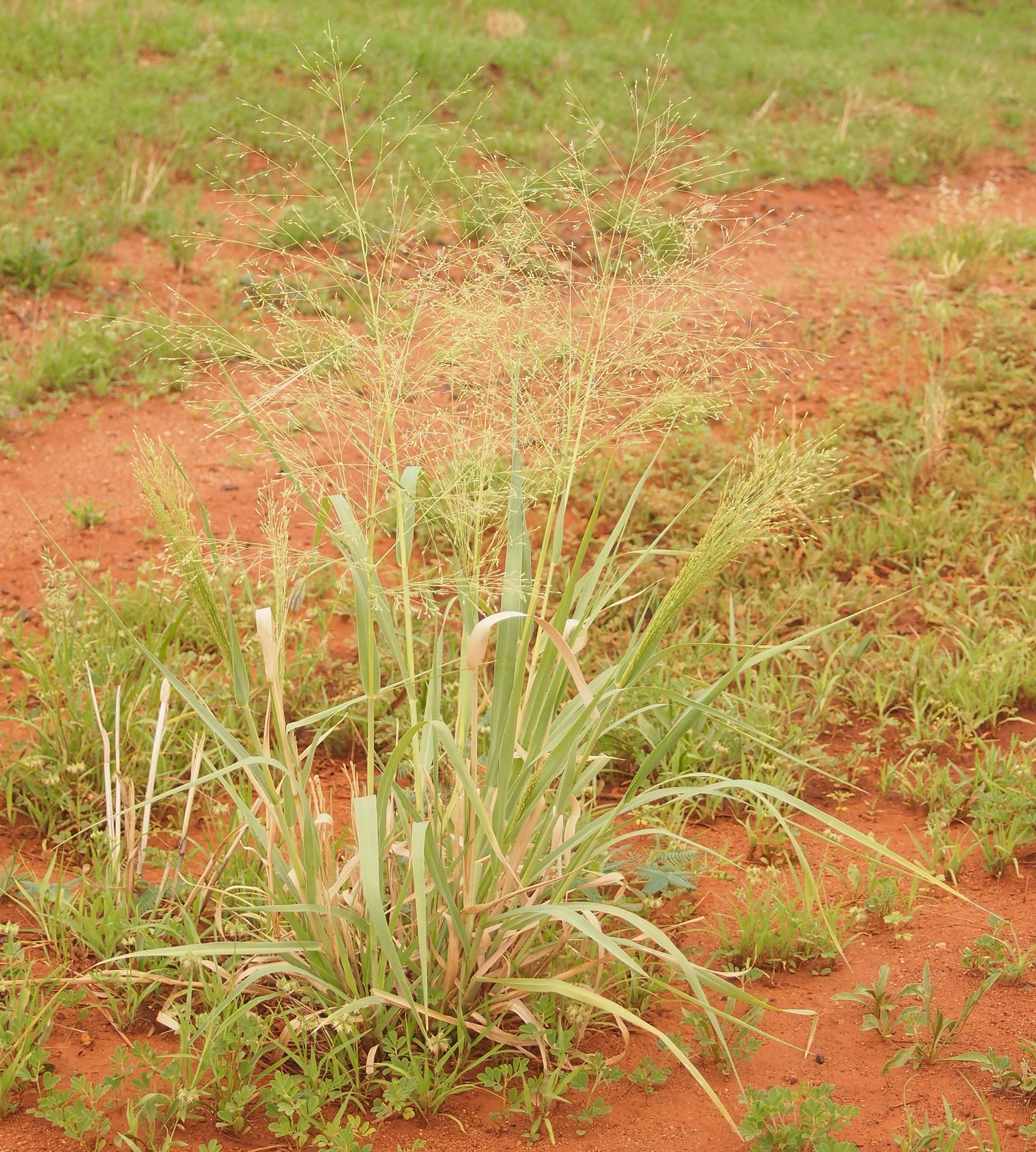
Mijo australiano (Panicum descompositum), una especie sembrada y cosechada por los aborígenes australianos en el este de Australia Central.

Desde la época de la colonización británica de Australia en 1788, los aborígenes australianos fueron caracterizados erróneamente como cazadores-recolectores nómadas que no se dedicaban a la agricultura, a pesar de evidencia de lo contrario. En 1969, el arqueólogo Rhys Jones sostuvo que los nativos australianos utilizaron la quema sistemática como una técnica para mejorar la productividad natural, una técnica que se denominó agricultura del palo incendiario.  En las décadas de 1970 y 1980, la investigación arqueológica en el sudoeste de Victoria estableció que los Gunditjmara y otros grupos habían desarrollado sofisticados sistemas de cultivo de anguilas y de captura de peces a lo largo de un período de casi 5000 años. El arqueólogo Harry Lourandos sugirió en la década de 1980 que había evidencia de una «intensificación» en progreso en todo Australia, aparentemente un proceso continuo que abarcó los últimos 5000 años. Estos conceptos llevaron al historiador Bill Gammage a argumentar que, en efecto, todo el continente era un paisaje gestionado.
En dos regiones de Australia, la costa oeste central y el este de Australia Central, se puede haber practicado formas de agricultura temprana. Existían asentamientos permanentes de más de 200 habitantes que sembraron o plantaron a gran escala y almacenaron los alimentos cosechados. Los Nhanda y Amangu del centro de la costa oeste cultivaron ñame (Dioscorea hastifolia), y varios grupos en el este de Australia Central (en Corners Region) sembraron y cosecharon «cebollas silvestres» (yaua - Cyperus bulbosus), mijo australiano (cooly, tindil – Panicum decompositum) y ngardu (Marsillea drumondii).: 281–304 

## Edad Media y Edad Moderna temprana
Desde 100 a. C. hasta 1600 d. C., la población mundial siguió aumentado junto con el uso de la tierra, como se evidenció por el rápido aumento de las emisiones de metano debido a la ganadería y el cultivo de arroz.

### Mundo árabe

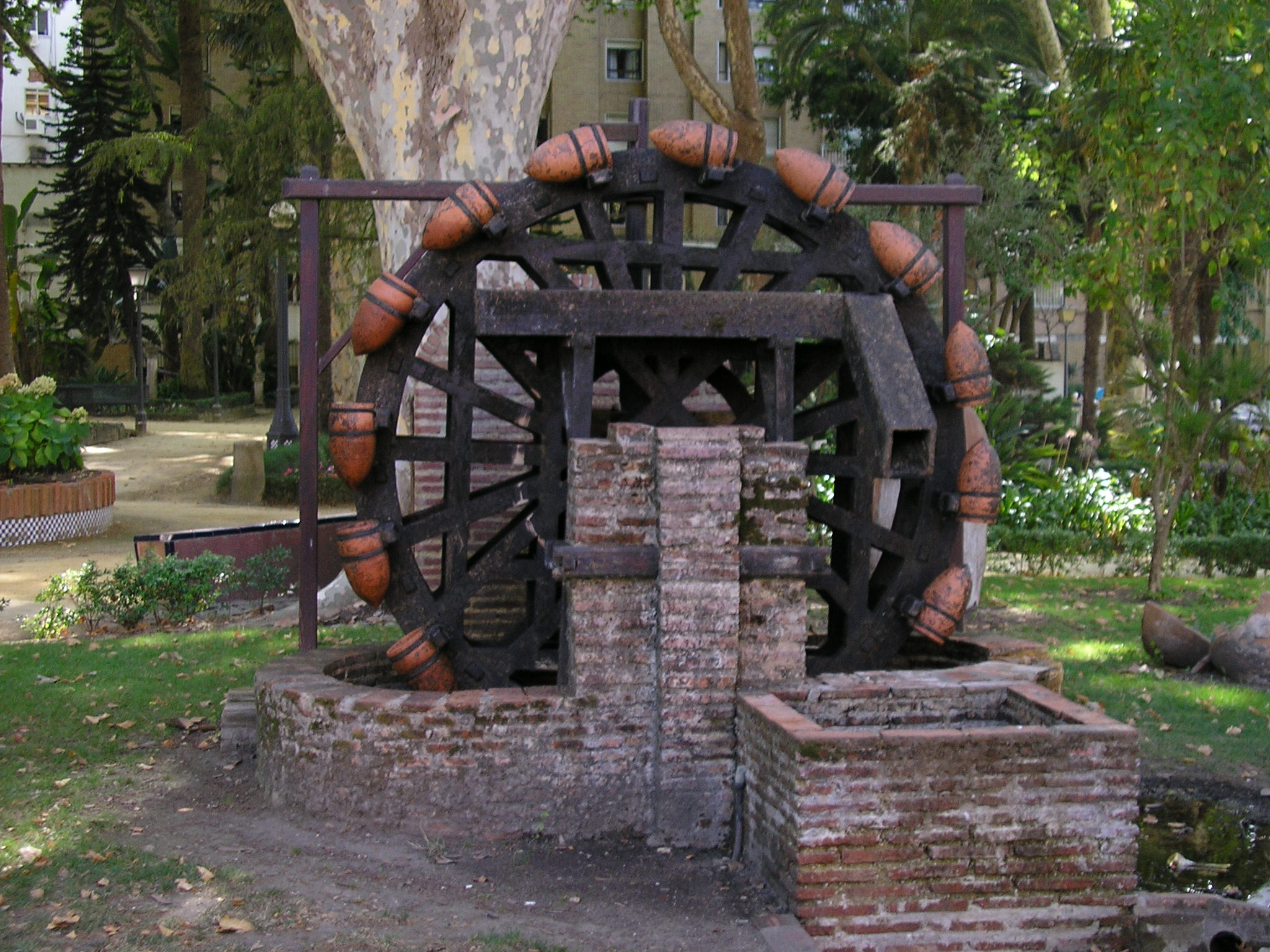
La noria, para extraer agua para riego y uso doméstico, fue una de las tecnologías del mundo islámico medieval introducidas en Europa a través de Al-Ándalus.

A partir del siglo VIII, el mundo islámico medieval experimentó una transformación en la práctica agrícola que ha sido descrita como la «revolución agrícola árabe» por el historiador Andrew Watson. Esta transformación fue impulsada por una serie de factores que incluyen la difusión de muchos cultivos y plantas a lo largo de las rutas comerciales musulmanas, la propagación de técnicas agrícolas más avanzadas, y un sistema agrícola económica que promovió el aumento de los rendimientos y la eficiencia. El cambio en las prácticas agrícolas condujo a cambios significativos en la economía, la distribución de la población, el crecimiento urbano, la distribución de la fuerza de trabajo, la gastronomía y alimentación, indumentaria y muchos otros aspectos de la vida en el mundo islámico.  Los comerciantes musulmanes cubrieron gran parte del Viejo Mundo y el comercio condujo a la difusión de muchos cultivos, plantas y técnicas agrícolas a lo largo del mundo islámico, así como la adaptación de cultivos, plantas, y técnicas agrícolas de más allá del mundo islámico. Esta difusión, a través de Al-Ándalus, introdujo una serie de cultivos importantes en Europa, junto con las técnicas para cultivar y cocinarlos. Incluyeron cultivos importantes como la caña de azúcar, el arroz y el algodón; cítricos y otros árboles frutales y nueces; verduras como berenjena, espinaca y acelga; y conocimiento sobre el uso de especias  como comino, cilantro, nuez moscada y canela. 
Las tecnologías agrícolas que fueron ampliamente adoptadas durante este período incluyen sistemas de riego, la rotación de cultivos y el uso de manuales agrícolas.
Para el riego, que se basaba parcialmente en la tecnología romana, se hizo uso de norias, molinos de agua, presas y embalses.

### Europa
En la Edad Media se dieron nuevas mejoras en la agricultura. Los monasterios se extendieron por toda Europa y se convirtieron en centros importantes para la recopilación de conocimientos relacionados con la agricultura y la silvicultura. El sistema señorial permitió a los grandes terratenientes controlar sus tierras y sus trabajadores, sea como siervos o como campesinos. Durante el período medieval, el mundo árabe fue fundamental para el intercambio de cultivos y tecnología entre los continentes de Europa, Asia y África. Además de transportar numerosos cultivos, introdujeron el concepto del riego de verano en Europa y desarrollaron los inicios del sistema de plantación de caña de azúcar y su crecimiento con el uso de esclavos para el cultivo intensivo.

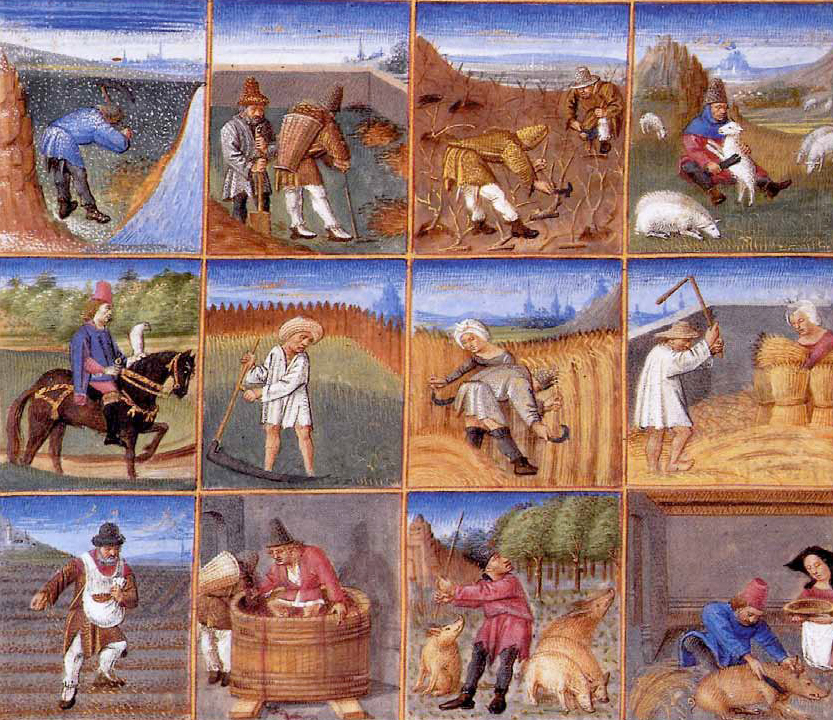
Calendario agrícola medieval en un manuscrito de Pietro de Crescenzi (c. 1470).

Hacia 900 d. C., el desarrollo de la fundición de hierro permitió aumentar la producción agrícola en Europa, lo que condujo al desarrollo de la producción de implementos agrícolas como arados, herramientas de mano y herraduras. El arado pesado conocido como «carruca», ofreció una mejora significativa sobre el arado anterior, después de haber adoptado la vertedera china para poder volcar los suelos pesados y húmedos del norte de Europa. Esto condujo a la tala de muchos de los bosques del norte de Europa y un aumento en la producción agrícola, que a su vez condujo a un aumento de la población.  Una parte de los agricultores en Europa pasaron de una rotación de cultivos de dos campos a una de tres campos, en la que cada año se dejó en barbecho uno de los tres. Esto dio lugar a un aumento de la productividad, ya que el cambio en las rotaciones permitió la fijación de nitrógeno mediante legumbres, como los guisantes, las lentejas y los frijoles. El uso de arneses mejorados para caballos y el balancín también contribuyeron a mejorar la agricultura.
Los molinos de agua fueron introducidos por los romanos y mejorados durante la Edad Media, junto con los molinos de viento; se utilizaron principalmente para moler granos en harina, cortar madera y procesar lino y lana.
Los cultivos incluían trigo, centeno, cebada y avena. Los guisantes, frijoles y arvejas se volvieron comunes a partir del siglo XIII en adelante como forraje para animales y también por sus propiedades fertilizantes de fijación de nitrógeno. Los rendimientos de los cultivos alcanzaron su punto máximo en el siglo XIII y se mantuvieron más o menos estables hasta el siglo XVIII Aunque anteriormente se creía que las limitaciones de la agricultura medieval constituyeron un tope para el crecimiento de la población en la Edad Media, estudios recientes han demostrado que la tecnología de la agricultura medieval siempre ha sido suficiente para satisfacer las necesidades de la población en circunstancias normales, y que únicamente no lo fue durante tiempos excepcionalmente difíciles, como las pésimas condiciones climáticas de los años 1315-1317.

### Intercambio colombino
La llegada de los europeos en América en 1492 dio paso a un intercambio global de cultivos y animales domésticos. Maíz, papas, batatas y mandioca fueron los cultivos clave que se difundieron de América al Viejo Mundo, mientras que diferentes variedades de trigo, cebada, arroz y nabo viajaron del Viejo al Nuevo Mundo. Había pocas especies de ganado en América, y antes de la llegada de los colonos no se conocían caballos, vacas, ovejas y cabras. El intercambio de cultivos, en ambas direcciones a través del océano Atlántico, tuvo un efecto duradero en muchas culturas y dio lugar a un crecimiento de la población mundial, excepto en América donde hubo un colapso demográfico debido a los efectos combinados de las enfermedades epidémicas introducidas por los europeos y los conflictos bélicos asociados con la conquista del continente.[cita requerida] En el siglo XVI, comerciantes portugueses trajeron maís y casava de Brasil a África, donde se convirtieron en alimentos básicos, sustituyendo a cultivos nativos.
Tras su introducción en España a finales de los años 1500, la papa sudamericana se había convertido en un alimento básico en todo Europa a finales de los años 1700. El aumento en el suministro de alimentos condujo a una reducción de las enfermedades, el aumento del número de nacimientos y la reducción de la mortalidad, causando un boom demográfico en el Imperio británico, Estados Unidos y Europa. La introducción de la papa también condujo por primera vez al uso intensivo de fertilizantes en Europa en la forma de guano importado de Perú, y la primera aplicación de pesticida sintético en la forma de un compuesto de arsénico que se utilizó para combatir el escarabajo de la patata. Antes de la adopción de la papa como cultivo básico, la dependencia de los granos había causado repetidas hambrunas regionales y nacionales cuando las cosechas fallaron, incluyendo 17 hambrunas importantes en Inglaterra entre 1523 y 1623. Sin embargo, la posterior dependencia de la papa como alimento básico condujo a la penuria europea de la patata, una crisis alimentaria tras una cosecha desastrosa causada por una plaga conocida como tizón tardío, que resultó en una hambruna generalizada y la muerte de más de un millón de personas tan solo en Irlanda.

## Agricultura moderna

### Revolución agrícola británica

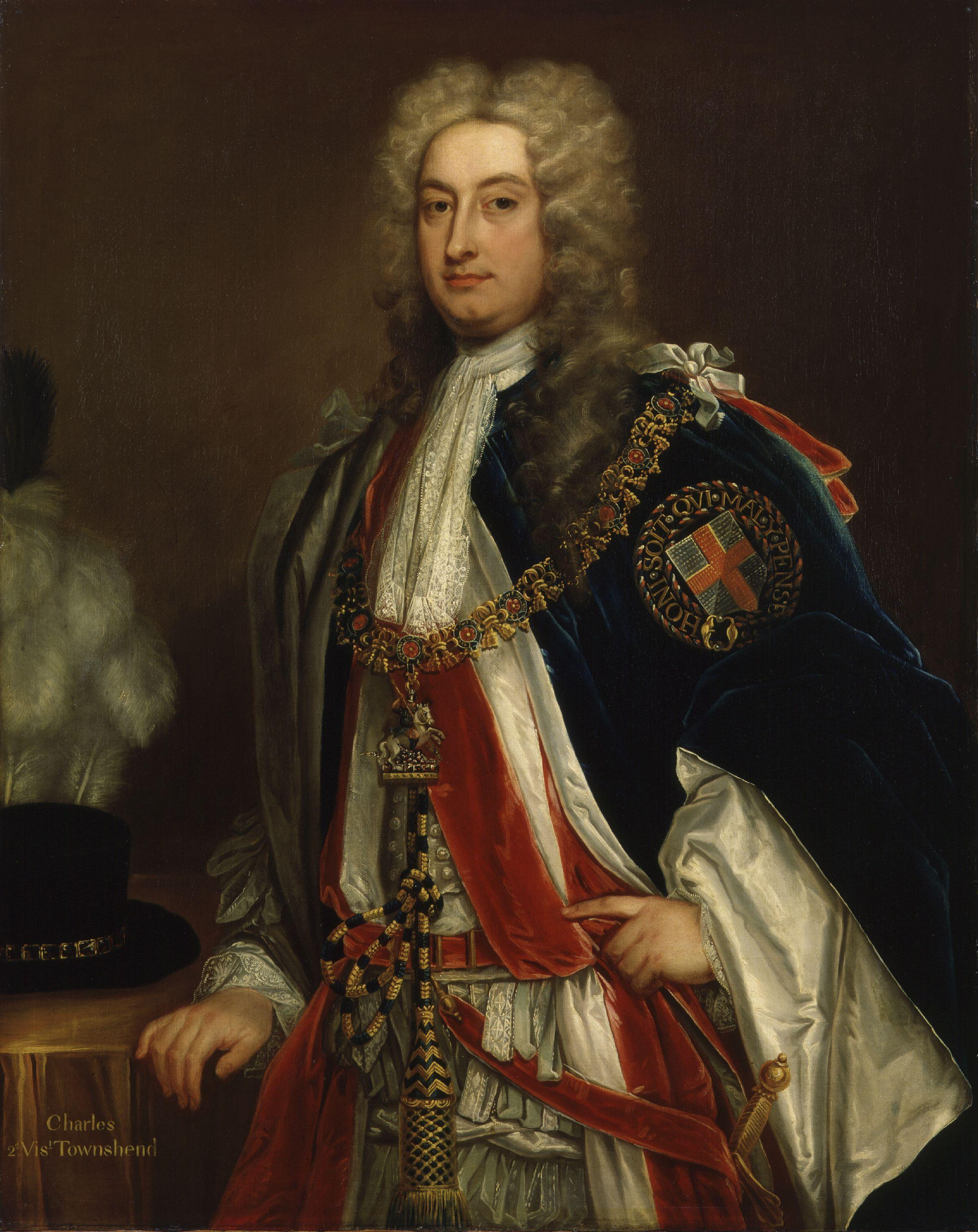
Charles Townshend, segundo vizconde Townshend introdujo la rotación de cultivos de cuatro campos y el cultivo de nabos.

Entre el siglo XVI y mediados del siglo XIX, Gran Bretaña vio un fuerte aumento en la productividad agrícola y la producción neta. Nuevas prácticas agrícolas, como el cercamiento, la mecanización, la rotación de cultivos de cuatro campos para mantener los nutrientes del suelo, y la selección artificial, dieron lugar a un crecimiento demográfico sin precedentes hasta un total de 5,7 millones de habitantes en 1750, liberando un porcentaje significativo de la fuerza de trabajo, y contribuyendo de este modo a impulsar la Revolución Industrial. La productividad del trigo aumentó de aproximadamente 19 bushel por acre en 1720 a alrededor de 30 bushel en 1840, marcando un importante punto de inflexión en la historia.

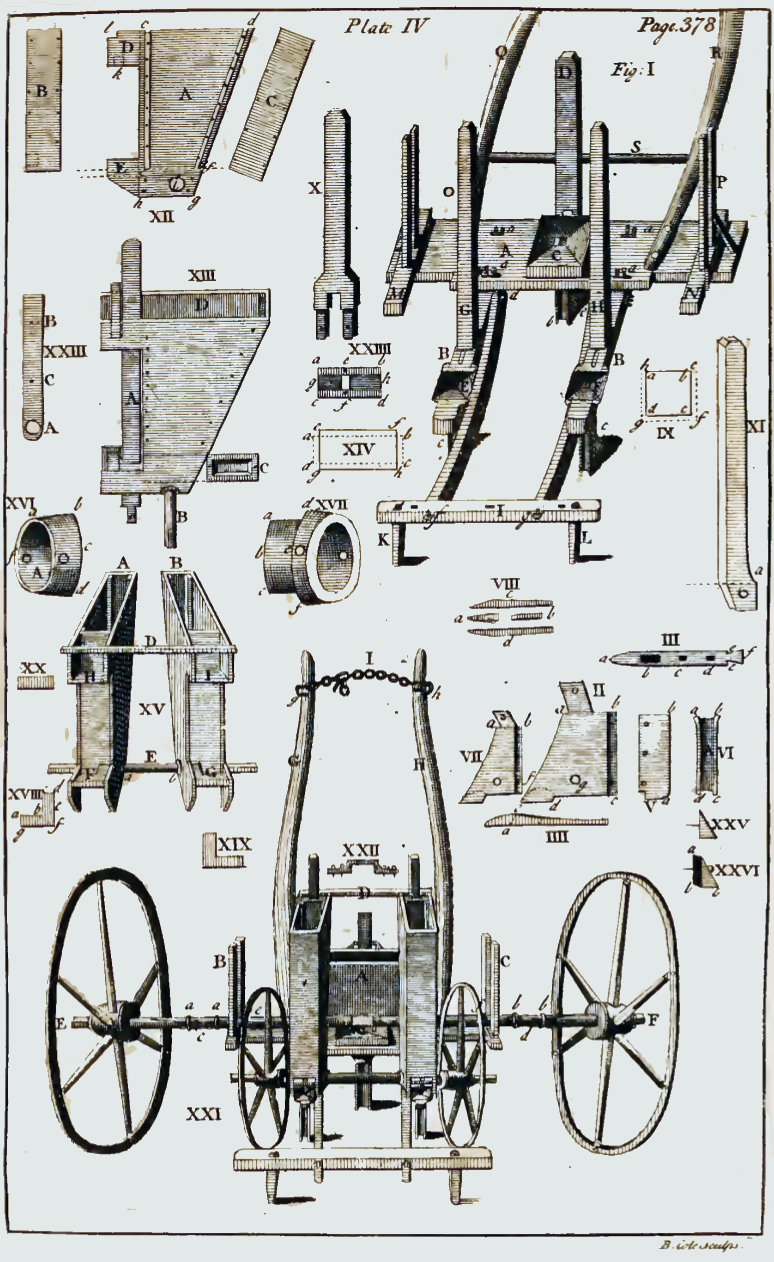
Sembradora de Jethro Tull, inventado en 1701.

El asesoramiento sobre técnicas agrícolas más productivas comenzó a aparecer en Inglaterra a mediados del siglo XVII con la obra de escritores como Samuel Hartlib, Walter Blith y otros. El mayor problema al mantener en cultivo las mismas parcelas de tierra durante mucho tiempo era el agotamiento de los nutrientes en el suelo, sobre todo el nitrógeno. Para regenerar el suelo, a menudo se dejó la tierra productiva en barbecho y en algunos lugares se practicó la rotación de cultivos.  El sistema holandés de rotación de cuatro campos fue popularizado por el agricultor británico Charles Townshend en el siglo XVIII.  Este sistema incorporó el cultivo de trigo, nabos, cebada y trébol, e incluyó una cosecha de forraje y pasto que permitió la cría de ganado durante todo el año. El cultivo de trébol era especialmente importante ya que las raíces de la leguminosa reponían los nitratos del suelo.
La mecanización y racionalización de la agricultura fue otro factor importante. A mediados del siglo XVIII, Robert Bakewell y Thomas Coke introdujeron la cría selectiva e iniciaron un proceso de intracruzamiento (inbreeding) para maximizar rasgos deseables. 
Se inventaron máquinas para mejorar la eficiencia de varias operaciones agrícolas, como la sembradora de Jethro Tull de 1701, que mecanizó la siembra a la correcta profundidad y espaciamiento de semillas, y la trilladora de Andrew Meikle de 1784. Los arados se mejoraron regularmente, desde el arado pesado de hierro de Joseph Foljambe en 1730, hasta el Scots Plough con  metal mejorado de  James Small en 1763.  En 1789, la compañía Ransomes, Sims & Jefferies estaba produciendo 86 modelos de arado para diferentes tipos de suelos. La maquinaría agrícola accionada por fuerza motriz se introdujo con la  máquina de vapor estacionaria de Richard Trevithick, utilizada para accionar una trilladora en 1812. La mecanización se extendió a otros actividades agrícolas durante el siglo XIX.  El primer tractor propulsado por gasolina fue construido en 1892 por John Froelich en los Estados Unidos.
La investigación científica de la fertilización comenzó en la Estación Experimental de Rothamsted en 1843 por John Bennet Lawes. También estudió el impacto de los fertilizantes inorgánicos y orgánicos en el rendimiento de los cultivos y fundó una de las primeras fábricas para la producción de fertilizantes artificiales en 1842. John Thomas North importó depósitos de nitrato de sodio de Chile como fertilizante, así como guano (excrementos de aves). El primer proceso comercial para la producción de fertilizantes fue la disolución de coprolitos en ácido sulfúrico para la obtención de fosfato.

### sigloXX

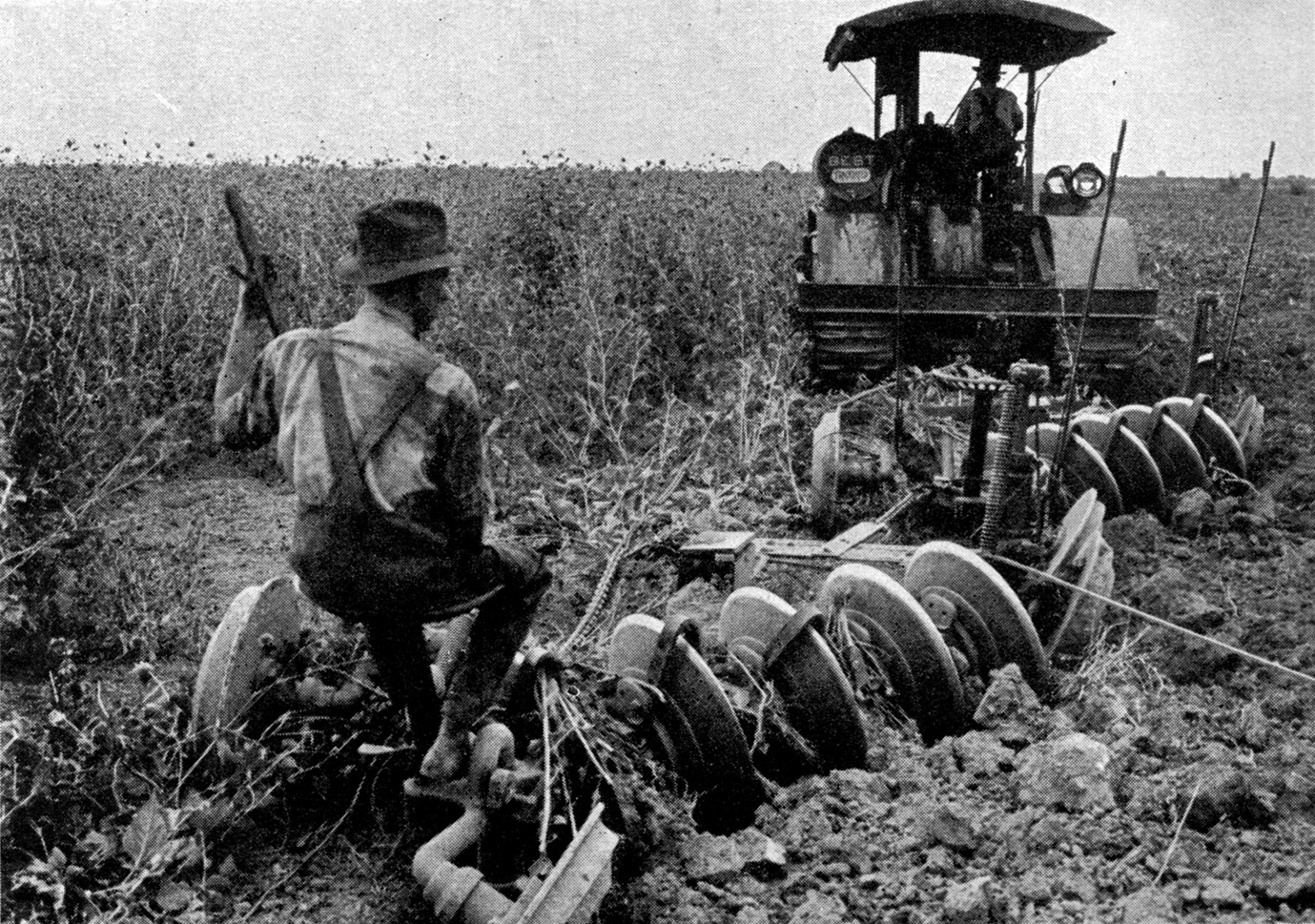
Tractor arando un campo de alfalfa, principios del.

En 1901, Dan Albone produjo el primer tractor de propulsión a gasolina que se convirtió en un éxito comercial, y el tractor Farmall de International Harvester de 1923 marcó un punto importante en la sustitución de animales de tiro (particularmente caballos) por máquinas. Posteriormente se desarrollaron cosechadoras mecánicas autopropulsadas (cosechadora combinada), sembradoras, trasplantadoras y otros equipos, revolucionando aún más la agricultura. Estas invenciones permitieron llevar a cabo tareas agrícolas con mayor velocidad y escala, de modo que las granjas modernas alcanzaron volúmenes de producción mucho mayores por unidad de tierra y productos de alta calidad.
El proceso de Haber-Bosch para sintetizar fertilizante de nitrato de amonio a escala industrial contribuyó de manera significativa al aumentó del rendimiento agrícola. El proceso fue patentado por el químico alemán Fritz Haber; en 1910, Carl Bosch logró comercializar el proceso y obtuvo nuevas patentes, mientras trabajaba para la empresa química alemana BASF. En los años después de la Segunda Guerra Mundial, el uso de fertilizantes sintéticos aumentó rápidamente en sintonía con la creciente población mundial.
La agricultura en el siglo XX se caracterizó por un aumento de la productividad, la sustitución de mano de obra, el uso de fertilizantes sintéticos y pesticidas, la contaminación del agua, y los subsidios agrícolas. 
Otras aplicaciones prácticas de la investigación científica en la agricultura a partir de 1950 incluyeron la ingeniería genética, hidroponia, y el desarrollo de los biocombustibles económicamente viables, tales como el etanol.
En años recientes se dio una reacción en contra de los efectos ambientales externales de la agricultura convencional, lo que dio lugar al surgimiento del movimiento orgánico. Las hambrunas continuaron barriendo el globo durante el siglo XX.  Millones de personas murieron en cada una de al menos diez hambrunas mayores entre los años veinte y noventa del siglo XX, debido a los efectos de sucesos climáticos, pérdida de cosechas, políticas gubernamentales y guerras.
Los procesos históricos que permitieron el consumo de productos agrícolas a grandes distancias de sus centros de producción, continúan en el presente a través de la globalización. En promedio, el 68,7% de los suministros de alimentos y el 69,3% de la producción agrícola de una nación tiene un origen extranjero.

### Revolución verde

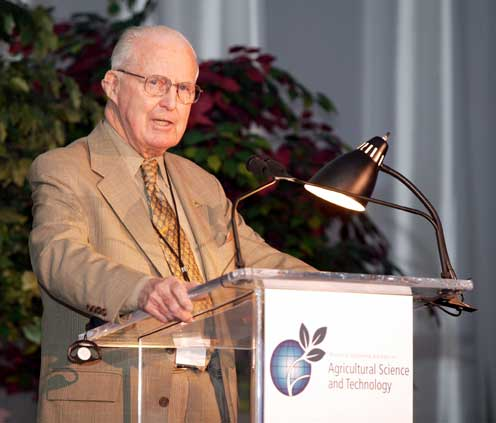
Norman Borlaug, el «padre de la revolución verde» de la década de 1970.

La revolución verde se refiere a una serie de iniciativas de desarrollo, investigación y transferencia de tecnología que se llevaron a cabo entre la década de 1940 y finales de la década de 1970. Aumentó la producción agrícola global, especialmente desde fines de la década de 1960. Estas iniciativas, lideradas por Norman Borlaug y acreditadas con salvar a más de mil millones de personas de la inanición, involucraron el desarrollo de variedades de cereales de alto rendimiento, la expansión de la infraestructura de riego, la modernización de las técnicas de manejo, así como la distribución de semillas híbridas, fertilizantes sintéticos y pesticidas a los agricultores.
El nitrógeno sintético, junto con la fosforita minada, los pesticidas y la mecanización, aumentaron considerablemente los rendimientos de los cultivos en el siglo XX. El aumento de la oferta de granos también llevó a una disminución de las costos de la cría de ganado. Se lograron aumentos del rendimiento global aún mayores con la introducción de variedades de alto rendimiento de los granos básicos comunes, como el arroz, el trigo y el maíz. La revolución verde exportó las nuevas tecnologías (incluidos los pesticidas y el nitrógeno sintético) del mundo desarrollado al mundo en vías de desarrollo. Thomas Malthus predijo que la Tierra no podría sostener a su creciente población, pero tecnologías como las de la revolución verde han permitido que se logró producir un excedente de alimentos, globalmente.
Aunque la revolución verde aumentó significativamente los rendimientos de arroz en Asia, no se produjeron nuevos aumentos de rendimiento en los últimos 15-20 años del siglo XX. El «potencial de rendimiento» genético se ha incrementado para el trigo, pero el potencial de rendimiento para el arroz no ha aumentado desde 1966, y el potencial de rendimiento para el maíz «apenas ha aumentado en 35 años». Solo se necesita una o dos décadas para que las malezas se vuelven resistentes a los herbicidas, y los insectos se vuelven resistentes a los insecticidas dentro de aproximadamente una década, algo retrasados por la rotación de los cultivos.

### Agricultura ecológica

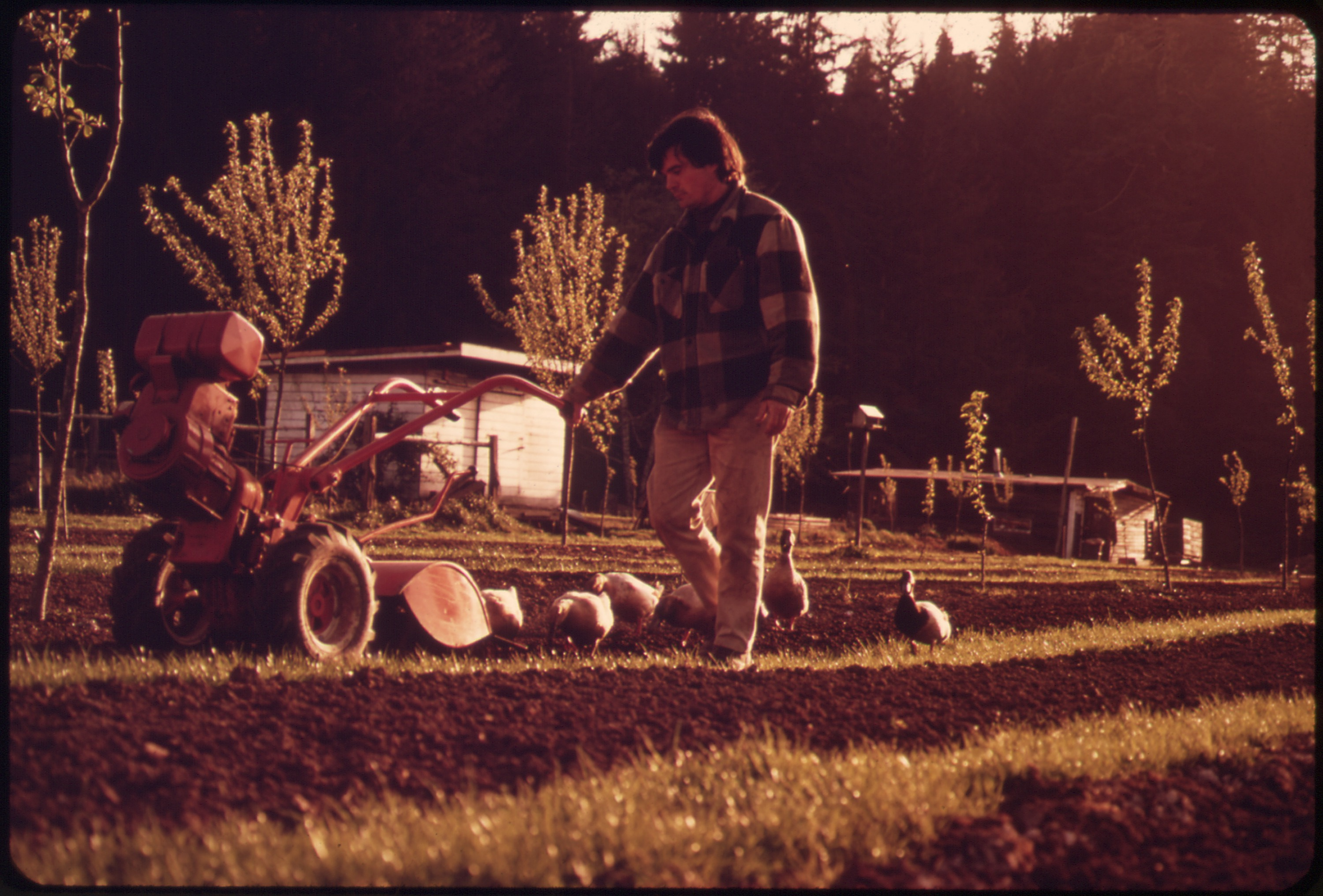
Un granjero ecológico, California, 1972.

Durante la mayor parte de la historia, la agricultura ha sido ecológica, sin fertilizantes sintéticos o pesticidas y sin OGM. Con la llegada de la agricultura química, Rudolf Steiner llamó a una agricultura sin pesticidas sintéticos, y su «Curso de agricultura» de 1924 sentó las bases para la agricultura biodinámica. Lord Northbourne desarrolló estas ideas y presentó su manifiesto de agricultura ecológica en 1940. Esto se convirtió en un movimiento mundial, y ahora la agricultura ecológica se practica en la mayoría de los países. En los últimos años, la creciente conciencia sobre los problemas de la agricultura ha llevado a un creciente interés en la agricultura ecológica, la permacultura, plantas de herencia y de biodiversidad, el crecimiento del movimiento «comida lenta», y un debate en curso que rodea el potencial de la agricultura sostenible.